# Achille Vogliano

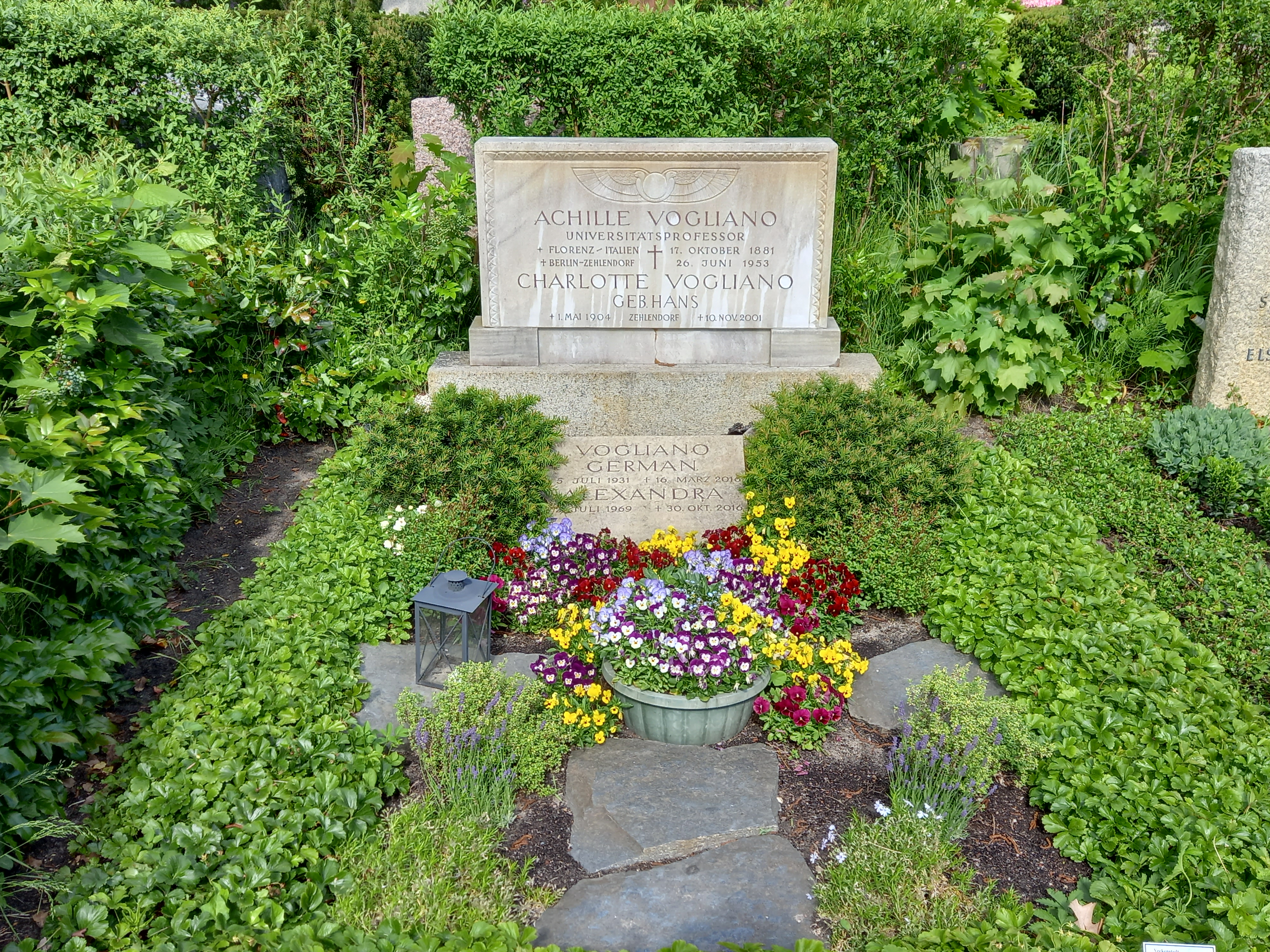
La tomba di Achille Vogliano nel cimitero di Zehlendorf (Berlino)

Achille Vogliano (Firenze, 17 ottobre 1881 – Berlino, 26 giugno 1953) è stato un grecista e papirologo italiano.

## Biografia
Allievo di Girolamo Vitelli, Achille Vogliano fu prima professore di Letteratura greca all'Università degli Studi di Cagliari, nel 1927, poi in quella di Bologna nel 1929; in seguito passò all'Università degli Studi di Milano nel 1932. Dopo la seconda guerra mondiale si trasferì a Berlino, insegnando alla Freie Universität.
Nel 1934 guidò una missione in Egitto, a Tebtynis, dove scoprì le Diegèseis (Διηγήσεις: riassunti) dei poemi di Callimaco. Negli anni successivi, sempre in Egitto, condusse campagne archeologiche a Medinet Madi- Già, dove, nel 1935–1939, fece importanti scoperte riportando alla luce il tempio di Amenemhat III. Oggi molte statue egizie e romane che furono da lui ritrovate nel tempio sono esposte al Museo egizio di Milano, nei sotterranei del Castello Sforzesco.
A lui si deve, nel 1937, l'edizione dei papiri conservati alla Regia università di Milano e il lavoro di ricostruzione del trattato Sulla natura delle cose di Epicuro, basato sui frammenti papiracei da Ercolano (in particolare, i libri II, XI, XIV e XV).
La sua biblioteca, che include tra il resto diverse rarità e numerosissimi volumi corredati di note autografe, è stata acquistata nei primi anni 2000 dall'Università di Milano.

## Attività di ricerca
Achille Vogliano ha concentrato le sue ricerche principalmente su testi greci di nuova acquisizione, interessandosi all'allora nascente scienza papirologica e intuendone le potenzialità per la conoscenza della letteratura greca antica. Si impegnò personalmente per organizzare campagne di scavo in Egitto alla ricerca di nuovi reperti, contribuendo in maniera decisiva alla creazione della collezione di papiri dell'Università di Milano, il cui centro di papirologia porta oggi il suo nome.
I suoi contributi riguardano filologia classica, letteratura greca, papirologia, archeologia, epigrafia e papirologia ercolanese. Gli scritti inerenti ai primi quattro ambiti di ricerca, assieme a recensioni bibliografiche, segnalazioni inerentia i congressi di papirologia e commemorazioni, sono stati riediti anastaticamente nel 2019, a cura di Claudio Gallazzi dell'Università di Milano.

## Opere (selezione)
- Ricerche sopra l'ottavo mimiambo di Heroda (Enypnion), Milano 1906.
- Epicuri et Epicureorum scripta in Herculanensibus papyris servata, ed. adnotationibus et indicibus instruxit, tabulis exornavit Achilles V. (Berolini 1928).
- Papiri della R. Università di Milano. Volume primo, edito da A. V. con la collaborazione di vari studiosi (Milano 1937).
- I resti dell'XI libro del Peri physeos di Epicuro, editi da A. V., Le Caire 1940 («Publications de la Société Fouad I de papyrologie. Textes et documents» 4).
- Testi poetici greci. Nuovi testi letterari greci recuperati da pietre, papiri e pergamene, a cura di A. V., Milano <1949>.